# Лост-Спрінгс (Вайомінг)
Лост-Спрінгс (англ. Lost Springs) — місто (англ. town) в США, в окрузі Конверс штату Вайомінг. Населення — 6 осіб (2020). За даними перепису 2000 року, на території муніципалітету мешкала 1 людина.

## Географія
Лост-Спрінгс розташований за координатами 42°45′55″ пн. ш. 104°55′32″ зх. д. / 42.76528° пн. ш. 104.92556° зх. д. (42.765165, -104.925492). За даними Бюро перепису населення США в 2010 році місто мало площу 0,23 км², уся площа — суходіл.

### Клімат
| Клімат : Лост-Спрінгс        | Клімат : Лост-Спрінгс | Клімат : Лост-Спрінгс | Клімат : Лост-Спрінгс | Клімат : Лост-Спрінгс | Клімат : Лост-Спрінгс | Клімат : Лост-Спрінгс | Клімат : Лост-Спрінгс | Клімат : Лост-Спрінгс | Клімат : Лост-Спрінгс | Клімат : Лост-Спрінгс | Клімат : Лост-Спрінгс | Клімат : Лост-Спрінгс | Клімат : Лост-Спрінгс |
| Показник                     | Січ.                  | Лют.                  | Бер.                  | Квіт.                 | Трав.                 | Черв.                 | Лип.                  | Серп.                 | Вер.                  | Жовт.                 | Лист.                 | Груд.                 | Рік                   |
| Середній максимум, °C        | 1,1                   | 3,9                   | 8,3                   | 13,3                  | 18,9                  | 25,6                  | 30,0                  | 29,4                  | 23,9                  | 16,7                  | 6,7                   | 2,2                   | 15,1                  |
| Середній мінімум, °C         | −11,7                 | −8,9                  | −5,6                  | −1,7                  | 3,3                   | 8,3                   | 11,7                  | 11,1                  | 6,1                   | 0,0                   | −6,7                  | −10,6                 | −0,3                  |
| Норма опадів, мм             | 13                    | 12                    | 19                    | 43                    | 53                    | 45                    | 48                    | 26                    | 31                    | 28                    | 16                    | 11                    | 345                   |
| ---------------------------- | --------------------- | --------------------- | --------------------- | --------------------- | --------------------- | --------------------- | --------------------- | --------------------- | --------------------- | --------------------- | --------------------- | --------------------- | --------------------- |
| Джерело: The Weather Channel |                       |                       |                       |                       |                       |                       |                       |                       |                       |                       |                       |                       |                       |

## Демографія
Згідно з переписом 2010 року, у місті мешкали 4 особи в 3 домогосподарствах у складі 0 родин. Густота населення становила 17 осіб/км². Було 3 помешкання (13/км²).
Расовий склад населення:
| - 100,0 % — білих |

До двох чи більше рас належало 0,0 %. Частка іспаномовних становила 0,0 % від усіх жителів.
За віковим діапазоном населення розподілялося таким чином: 0,0 % — особи молодші 18 років, 100,0 % — особи у віці 18—64 років, 0,0 % — особи у віці 65 років та старші. Медіана віку мешканця становила 59,5 року. На 100 осіб жіночої статі у місті припадало 100,0 чоловіків; на 100 жінок у віці від 18 років та старших — 100,0 чоловіків також старших 18 років.
Цивільне працевлаштоване населення становило 5 осіб. Основні галузі зайнятості: освіта, охорона здоров'я та соціальна допомога — 100,0 %.